# متال گیر سالید ۵: دیفنتیو اکسپرینس
متال گیر سالید ۵: دیفنتیو اکسپرینس(به انگلیسی: Metal Gear Solid V: The Definitive Experience) یک بازی ویدئویی در سبک مخفی‌کاری و اکشن ماجراجویی که توسط کوجیما پروداکشنز و به کارگردانی، نویسندگی و تهیه‌کنندگی هیدئو کوجیما ساخته شده‌است، و در تاریخ ۱ سپتامبر ۲۰۱۵ برای پلی‌استیشن ۴، اکس‌باکس وان و مایکروسافت ویندوز منتشر شده‌است. این قسمت از بازی ادغام شده متال گیر سالید: گراند زیروز با متال گیر سالید ۵: فانتوم پین است که علاقمندان می‌توانند این دو بازی را در یک دیسک و با قیمت پاین‌تر تهیه کنند.

## داستان
داستان بازی در سال ۱۹۷۴، بلافاصله بعد از رخ‌دادهای رهرو صلح اتفاق می‌افتد. اسنیک عریان شخصیت اصلی این سری نیز می‌باشد و مأموریت او نفوذ به کمپ امگا و رهایی چیکو و پاز و بازگرداندن آن‌ها به پایگاه است. پاز ارتگاآندراده که یک شخصیت محوری در نسخه سفیر صلح بود یک عامل سه‌گانه است که برای نفوذ به ارتش سنز فرانتیئرز، سازمان سیا و کی‌جی‌بی به منظور پیشروی دستور کار اسم رمز سایفر، سازمانی که بعدها با نام میهن‌دوستان شناخته شد. بعد از اینکه جنازهٔ او در انفجار متال گیر که در انتهای رهرو صلح پیدا نشد، مکان او تا قبل از رونمایی گراند زیروز نامشخص بود تا اینکه معلوم شد او توسط یک ماهیگیر پیدا شده و در حال حاضر به همراه چیکو در کمپ امگا دربند بازداشت است. هم چنین در آپدیت جدید بازی مرحله ای جدید ساخته شده در صورت پیدا کردن مارک هایxofمی‌توانید آن مرحله را باز کنید.
در سال ۱۹۷۵ میلادی، چند ماه پس از اتفاقات پیس‌واکر رخ می‌دهد. در این قسمت نیز شاهد بازگشت اسنیک یا همان بیگ‌باس به‌عنوان قهرمان اصلی بازی خواهیم بود. اولین مأموریت وی این است که با همکاری ارتش بدون مرز وارد یک کمپ آمریکایی شود. کمپی آمریکایی که در حقیقت بدون این که او بداند، مقر گروه مرموز ایکس‌اواف است. این کمپ در منطقه‌ای ممنوعه از خاک کشور کوبا بر پا شده‌است. اومگا نام این کمپ است و در حقیقت سر آغاز داستانی متال گیر سالید وی همین‌جا است. یکی از ماموریت‌های اسنیک در این کمپ یافتن جاسوس سیفرها یعنی پاز اورتگا است که با وی در طی جریانات پیس‌واکر آشنا شده بودیم. یکی دیگر از ماموریت‌های وی نجات پسر بچه‌ای که در پیس واکر دستگیر شد و علی‌رغم تلاش بسیارش برای فرار و زنده ماندن باز هم نجات نیافت و دستگیر شد. زمانی که اسنیک در حال انجام این مأموریت است، پایگاه اصلی ارتش بدون مرز مورد حملهٔ گروهی مخفی با اسم رمز اکس‌او‌اف به رهبری فردی با نام اسکول فیس قرار می‌گیرد. اتفاقاتی که در طی این مأموریت رخ می‌دهد دلیل اصلی تغییر رفتار و شخصیت اسنیک در نسخهٔ بعدی فانتوم پین خواهد بود. اطلاعات بسیار کمی از این شخصیت یدر دسترس است اما می‌دانیم که او فرمانده‌ای مخوف است که گروه اکس‌او‌اف را رهبری می‌کند. او در گذشته آسیب‌های فراوانی دیده‌است. صورت وی به‌طور کامل سوخته‌است و حتی بخش‌هایی از استخوان او دیده می‌شود. مشخص نیست که او کیست یا دقیقاً چه قصدی دارد. اما بدون هیچ دقتی می‌توان فهمید اکس‌او‌اف دقیقاً خلاف اف‌او‌اکس است.
پس از حوادث و رخدادهای نسخه گراند زیروز و تخریب منطقه نظامی بدون مرز (پایگاه مادر)، بیگ باس به کما رفت. این دقیقاً زمانی بود که سرگرد زیرو، اسنیک را به آزمایشگاه ویژه‌ای برد و از ژن‌های او برای خلق ابر سربازهای ژنتیکی استفاده کرد. نه سال بعد، او بیدار شد و رهبری گروهی جدید متشکل از مزدوران به نام «دایموند داگ» را بر عهده گرفت. او با اسم رمز ونوم اسنیک، برای پیگیری افرادی که مسئول نابودی منطقه نظامی بدون مرز بودند در طی جنگ شوروی در افغانستان به خاک افغانستان پا گذاشت و همچنین به منطقه مرزی آنگولا و زئیر در طی جنگ داخلی آنگولایی‌ها رفت. در طول راه، با افرادی از جمله رقیب دیرینه‌اش آسلات، و همچنین تک‌تیراندازی ماهر دارای توانایی‌های فراطبیعی به نام کوآیت روبرو شد. در حالی که او و بندیکت میلر به دنبال گرفتن انتقام بودند، اسنیک به سرعت از توطئه جدید سازمان سایفر مبنی بر توسعه مدل جدیدی از سیستم متال گیر که با عنوان اس‌تی-۸۴ شناخته می‌شود، با خبر شد.
به دنبال تخریب منطقه نظامی بدون مرز بدست سازمان سایفر، بیگ باس به کما رفت. او نه سال بعد در سال ۱۹۸۴ در حالی بیدار شد که قاتل سازمان سایفر، کوآیت تلاش می‌کرد او را به قتل برساند. بیگ باس توسط مرد مرموزی دارای صورتی باندپیچی شده که خود را اسماعیل می‌نامید نجات پیدا کرد. آن دو در حالی که سعی داشتند از بیمارستان فرار کنند، درگیر تیراندازی بین سربازان سایفر و یکی از واحدهای ویژه فاکس‌هاند به نام سایکیک شدند. پس از یک تعقیب و گریز، اسماعیل ناگهان ناپدید شد و اسنیک را به ادامه فرارش اینبار همراه آسلات (که در حال حاضر برای سازمان دایموند داگ کار می‌کرد) تنها گذاشت.

## بازتاب‌ها
| گردآورنده | امتیاز                         |
| --------- | ------------------------------ |
| متاکریتیک | ۸۲/۱۰۰ (پی‌اس۴) ۸۵/۱۰۰ (اکس‌وان) |

| ناشر       | امتیاز |
| ---------- | ------ |
| فامیتسو    | ۴۰/۴۰  |
| گیم رولیشن | ۴٫۵/۵  |
| آی‌جی‌ان     | ۱۰/۱۰  |